# Johann Fercher von Steinwand

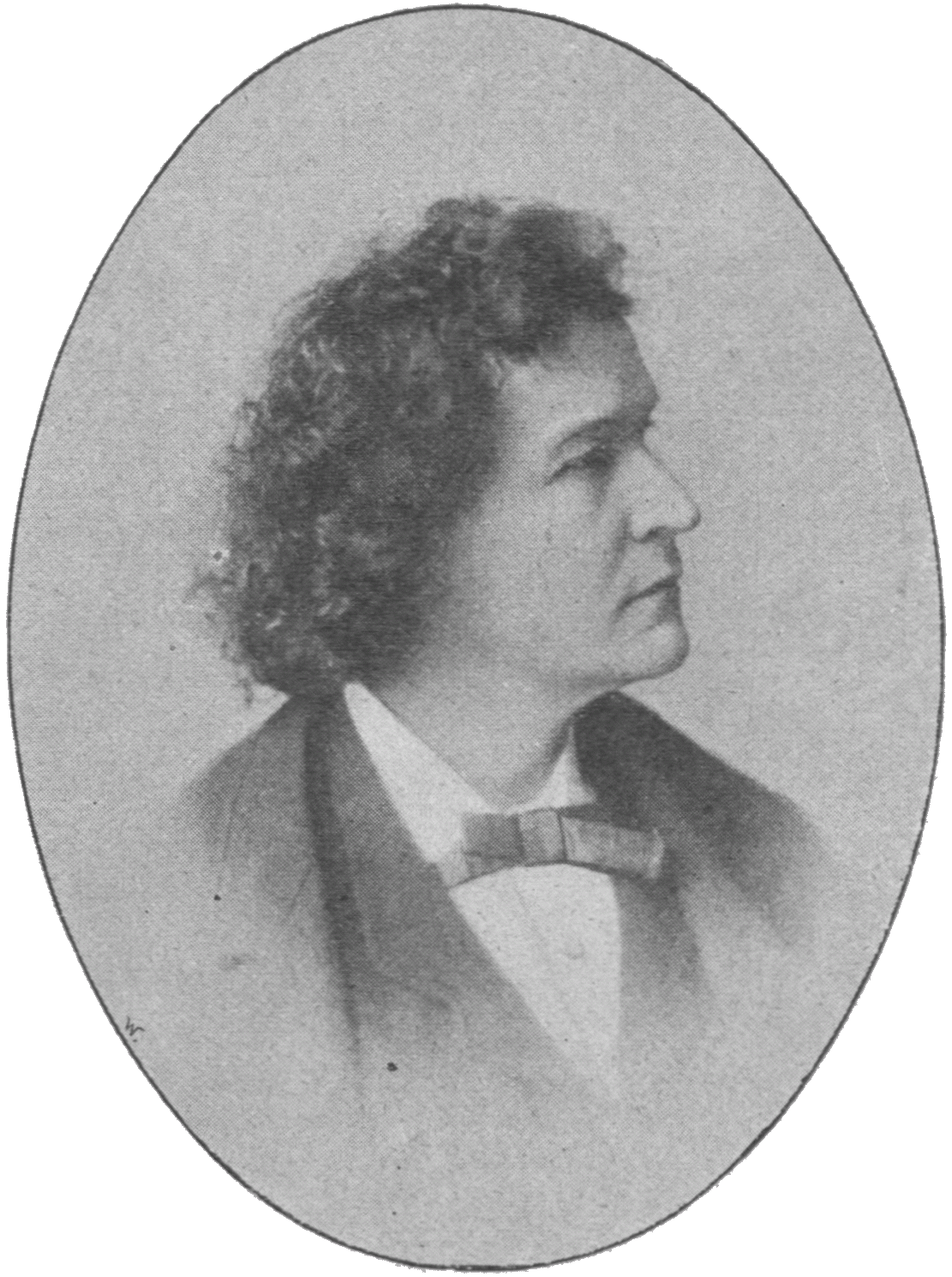
Johann Kleinfercher von Michael Ogertschnig (Illustrirte Rundschau, 1901)

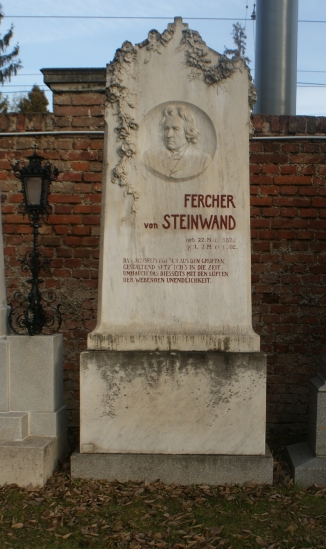
Grabstätte von Johann Fercher von Steinwand

Johann Fercher von Steinwand, eigentlich Johann Kleinfercher, (* 22. März 1828 in Stall im Mölltal, Kärnten; † 7. März 1902 in Wien) war ein österreichischer Dichter. 
Sein Werk begann mit einer idealistisch-nationalistischen Phase und nahm später universalistisch-idealistische und kulturkritische Züge an.

## Leben
Johann Kleinfercher wurde in dem Weiler Untere Steinwand als Sohn einer Magd und eines Bauern in ärmlichen Verhältnissen geboren und arbeitete in jungen Jahren als Viehhirte. Mit etwa neun Jahren kam er nach Stallhofen, um als Mesnergehilfe zu dienen und die Schule in Obervellach zu besuchen. Der dortige Pfarrer sorgte für seine Einschulung im Gymnasium in Klagenfurt. 1845 wurde dort sein erstes Gedicht gedruckt. Er war 1848 Mitgründer der pennalen Burschenschaft Carantania, später Teurnia Klagenfurt und deren Erster Präses.
1850 begann er ein Literaturstudium in Wien. Seit 1857 arbeitete er bei der Zeitschrift Die Lyra mit. Er gehörte auch dem Iduna-Kreis, der sich nach der nordischen Gottheit der Fruchtbarkeit nannte, ebenso wie Auguste Hyrtl, an. In dem literarischen Kreis war er Alterspräsident. Im Jahr 1862 kam Fercher nach Perchtoldsdorf, wo er in den Jahren bis 1879 ständig die Sommerzeit verbrachte.
Fercher war mit dem Anatomen Josef Hyrtl eng befreundet.

## Werke (Auswahl)
- Dankmar, 1867
- Gräfin Seelenbrand, 1874
- Deutsche Klänge aus Österreich, Gedichtband, 1881
- Johannesfeuer, 1898

## Ehrungen
1904 benannte man die Ferchergasse in Wien-Hernals nach ihm. In seinem Geburtsort wurde ihm zu Ehren 1932 die Fercher von Steinwand Gedächtnisschule errichtet. Seit 1998 wurde darin mit EU-Fördermitteln ein Dichterzimmer eingerichtet. Auch in Klagenfurt wurde eine Straße nach ihm benannt.
Er erhielt ein Ehrengrab auf dem Wiener Zentralfriedhof (Gruppe 0, Reihe 1, Nummer 30).
1994 wurde der Fercher von Steinwand Verein zur Förderung von Sprachgestaltung und dramatischer Kunst mit Sitz in Weimar gegründet.